# Senegambia và Niger
Senegambia và Niger (tiếng Pháp: Sénégambie et Niger) là một đơn vị hành chính tồn tại trong thời gian ngắn thuộc sở hữu của Tây Phi thuộc địa của Pháp, trong khu vực Niger, Mali và Sénégal ngày nay.
Nó được thành lập vào năm 1902, và được tổ chức lại vào năm 1904 thành Thượng Sénégal và Niger.

## Tem
Mặc dù tồn tại ngắn ngủi, chính phủ Pháp luôn phát hành tem bưu chính cho thuộc địa này, dưới hình thức một loạt vận chuyển và thương mại, mang dòng chữ "SENEGAMBIE / ET NIGER".

## Quản trị
Nghị định của ngày 1 tháng 10 năm 1902 tập hợp các quốc gia bảo hộ trước đây phụ thuộc vào Sénégal và các lãnh thổ của Thượng Senegal và Trung Niger thành một đơn vị hành chính và tài chính mới, dưới tên Lãnh thổ Senegambia và Niger. Lãnh thổ này được quản lý trực tiếp bởi Toàn quyền.

## Xem them
- Niger
- Sudan thuộc Pháp